# Паршина (деревня)
Па́ршина — деревня в городском округе Богданович Свердловской области. Управляется Чернокоровским сельским советом.

## История
В 2003 году родник «Святой ключ» в деревне Паршина освящён архиепископом Екатеринбургским и Верхотурским Викентием. Опеку над источником взял на себя приход в честь Святых Апостолов Петра и Павла соседнего села Чернокоровского.

## География
Деревня Паршина расположена на левом берегу реки Большой Калиновки, которая в нынешнее время не судоходна, в 15 километрах по прямой и в 17 километрах по дороге к юго-востоку от административного центра округа — города Богдановича, в 1,5 км на юг от Сибирского тракта. В 6 километрах на север находится остановочный пункт 1928 км на Транссибирской магистрали. В окрестностях деревни находятся родники с ключевой водой, в том числе Паршинский источник.  
Часовой пояс
Паршина, как и вся Свердловская область, находится в часовой зоне МСК+2. Смещение применяемого времени относительно UTC составляет +5:00.

## Население
| 2002 | 2010 | 2021 |
| ---- | ---- | ---- |
| 131  | ↘103 | ↘88  |

## Инфраструктура
Деревня имеет 4 улицы: 
| 1. Ключевая улица 2. Луговая улица | 1. Уральская улица 2. Уральский переулок |